# 沈丽娟
沈丽娟（1958年7月4日—），中国退役女子田径运动员，主项是铅球。她曾获得1978年亚洲运动会女子铅球金牌和1982年亚洲运动会女子铅球银牌。